# 凯莉·马斯
凯莉·杰奎琳·马斯（Kylie Jacqueline Masse，1996年1月18日—）生于安大略省艾塞克斯县拉萨勒，是一名加拿大女子游泳运动员，主攻仰泳。马斯在10岁时开始练习游泳。她在2014年进入多伦多大学运动机能学及体育运动系，同时加入该校校队。她曾在2015-16赛季获得加拿大大學校際體育總會颁发的年度最佳游泳运动员奖。